# Яцковский, Михаил Владимирович
Михаил Владимирович Яцковский (17.11.1919, Феодосия — 14.04.2002, Санкт-Петербург) — российский учёный и конструктор, лауреат Ленинской премии (1967). Кандидат технических наук (1971).

## Биография
В 1938 году закончил 14-ю среднюю школу Куйбышевского района г. Ленинграда (бывшая Петришуле, первая школа Санкт-Петербурга, основанная в 1709 году). В его 10-4 классе учились Татьяна Ветошникова (1921—1974) — инженер-конструктор электронной аппаратуры, лауреат Государственной премии (1968); инженер-подполковник, изобретатель электронных устройств Илья Зильберталь-Глобус.
В 1938 году поступил в Ленинградский электротехнический институт.
Во время войны — участник обороны Ленинграда. Проживал в Кировском районе. Призван  Смольнинским РВК г. Ленинграда 04.10.1941.
Окончил радиотехнический факультет ЛЭТИ по специальности радиолокация (1946, по архивным данным в 1945 году).
С 1947 по 1994 г. работал в ЦНИИ «Гранит»: инженер, старший и ведущий инженер, зам. начальника и начальник отдела, главный конструктор, начальник отделения и сектора, ведущий научный сотрудник, зам. главного инженера.
Руководил разработкой средств управления комплексов П-6, «Базальт», ЗМ-70, ЗМ-45, ЗА-55.

## Награды
Лауреат Ленинской премии (1967).
Награждён орденами Ленина (дважды), «Октябрьской революции», медалью «За оборону Ленинграда».